# Punuk
Punuk (ang. Punuk Islands) – archipelag trzech niewielkich wysp o łącznej długości 4 km, położony na Morzu Beringa, w odległości 6 km na wschód od Wyspy Świętego Wawrzyńca. 
Archipelag składa się z trzech wysp: północnej (North Punuk Island), środkowej (Middle Punuk Island) i południowej (South Punuk Island).
Na północnych częściach wysp przesiadują morsy arktyczne.
W archipelagu można znaleźć dużą ilość ludzkich kości.